# Saison 2 de Dynastie (2017)
Cet article concerne le reboot de 2017. Pour la série originale de 1981, voir Saison 2 de Dynastie (1981).
Chronologie
Saison 1 Saison 3
Cet article présente le guide des épisodes de la deuxième saison de la série télévisée américaine Dynastie.

## Généralités

### Diffusion
- Aux États-Unis, la saison a été diffusée entre le 12 octobre 2018 et le 24 mai 2019 sur le réseau The CW.
- Au Canada et dans tous les pays francophones, elle a été diffusée entre le 13 octobre 2018 et le 25 mai 2019 sur Netflix.
- Au Québec, la série est diffusée sur la chaîne ELLE Fictions depuis septembre 2019, la saison 2 devrait débuter le 3 septembre 2020.

### Audiences
- La saison a réuni une moyenne de 554 000 téléspectateurs[1]
- La meilleure audience de la saison a été réalisée par le sixième épisode, La Sorcière, avec 659 000 téléspectateurs[1].
- La pire audience de la saison a été réalisée par le dix-neuvième épisode, Cette maladie, avec 392 000 téléspectateurs[1].

## Distribution

### Acteurs principaux
- Elizabeth Gillies (VF : Olivia Luccioni) : Fallon Carrington
- Nicollette Sheridan (épisodes 1 à 15) / Elizabeth Gillies (épisodes 17 à 19) (VF : Marie-Martine Bisson) : Alexis Carrington (épisodes 1 à 19)
- Ana Brenda Contreras (VF : Barbara Beretta) : Cristal Jennings
- James Mackay (VF : Yann Peira) : Steven Carrington (épisodes 1 à 4 - invité épisodes 10, 14 et 22 - voix épisodes 8 et 13)
- Rafael de La Fuente (VF : Paolo Domingo) : Samuel Josiah « Sammy Jo » Jones
- Robert Christopher Riley (VF : Jean-Baptiste Anoumon) : Michael Culhane
- Sam Adegoke (en) (VF : Namakan Koné) : Jeff Colby
- Maddison Brown (VF : Elisa Oriol) : Kirby Anders
- Alan Dale (VF : Thierry Murzeau) : Joseph Anders
- Grant Show (VF : Thierry Ragueneau) : Blake Carrington
- Sam Underwood (VF : Julien Allouf) : Dr Adam Carrington (à partir de l'épisode 15 - invité dans l'épisode 14)

### Acteurs récurrents
- Wakeema Hollis (VF : Youna Noiret) : Monica Colby
- Adam Huber (VF : Cédric Dumond) : Jack « Liam » Ridley-Lowden
- Brianna Brown (VF : Sybille Tureau) : Claudia Blaisdel
- Hakeem Kae-Kazim (VF : Jean-Paul Pitolin) : Cesil Colby
- Kelly Rutherford (VF : Julie Dumas) : Melissa Daniels
- Brent Antonello (VF : Jérôme Pauwels) : Hank Sullivan
- Nicole Zyana (VF : Sidonie Laurens) : Allison
- Chase Anderson (VF : Sébastien Ossard) : Tony
- Geovanni Gopradi (en) (VF : Jean Rieffel) : Roberto « Beto » Flores
- Taylor Black (VF : Cindy Lemineur) : Ashley Cunningham
- Katherine LaNasa (VF : Marie-Laure Dougnac) : Ada Stone
- Michael Michele (VF : Géraldine Asselin) : Dominique Deveraux

### Acteurs invités
- Sharon Lawrence (VF : Juliette Degenne) : Laura Van Kirk
- C. Thomas Howell : Max Van Kirk
- Shannon Lucio (VF : Cathy Diraison) : Maura Van Kirk
- Brian Krause (VF : Gérard Darier) : George
- Harriet Sansom Harris (VF laura zichy ): Adriana
- Joanna Going : Mimi Rose Prescott

## Épisodes

### Épisode 1:Les bonnes choses ont une fin
- États-Unis : 12 octobre 2018 sur The CW
- reste du  : 13 octobre 2018 sur Netflix

- États-Unis : 642 000 téléspectateurs[1]

### Épisode 2:Nid de vipères
- États-Unis : 19 octobre 2018 sur The CW
- reste du  : 20 octobre 2018 sur Netflix

- États-Unis : 614 000 téléspectateurs[1]

### Épisode 3:Le Coup du majordome
- États-Unis : 26 octobre 2018 sur The CW
- reste du  : 27 octobre 2018 sur Netflix

- États-Unis : 562 000 téléspectateurs[1]

### Épisode 4:L'Ennemi de mon ennemi
- États-Unis : 2 novembre 2018 sur The CW
- reste du  : 3 novembre 2018 sur Netflix

- États-Unis : 545 000 téléspectateurs[1]

- Il s'agit du dernier épisode de la saison dans lequel James Mackay est crédité dans la distribution principale.

### Épisode 5:Reine de coupe
- États-Unis : 9 novembre 2018 sur The CW
- reste du  : 10 novembre 2018 sur Netflix

- États-Unis : 604 000 téléspectateurs[1]

### Épisode 6:La Sorcière
- États-Unis : 16 novembre 2018 sur The CW
- reste du  : 17 novembre 2018 sur Netflix

- États-Unis : 659 000 téléspectateurs[1]

### Épisode 7:Une infection passagère
- États-Unis : 30 novembre 2018 sur The CW
- reste du  : 1er décembre 2018 sur Netflix

- États-Unis : 634 000 téléspectateurs[1]

### Épisode 8:Droit à la jugulaire
- États-Unis : 7 décembre 2018 sur The CW
- reste du  : 8 décembre 2018 sur Netflix

- États-Unis : 557 000 téléspectateurs[1]

### Épisode 9:Folle à lier
- États-Unis : 21 décembre 2018 sur The CW
- reste du  : 22 décembre 2018 sur Netflix

- États-Unis : 627 000 téléspectateurs[1]

### Épisode 10:Une envie de champagne
- États-Unis : 18 janvier 2019 sur The CW
- reste du  : 19 janvier 2019 sur Netflix

- États-Unis : 588 000 téléspectateurs[1]

### Épisode 11:Tombée très bas
- États-Unis : 25 janvier 2019 sur The CW
- reste du  : 26 janvier 2019 sur Netflix

- États-Unis : 583 000 téléspectateurs[1]

### Épisode 12:Une question d'ego
- États-Unis : 1er février 2019 sur The CW
- reste du  : 2 février 2019 sur Netflix

- États-Unis : 595 000 téléspectateurs[1]

### Épisode 13:Même les vers de terre se reproduisent
- États-Unis : 8 février 2019 sur The CW
- reste du  : 9 février 2019 sur Netflix

- États-Unis : 614 000 téléspectateurs[1]

### Épisode 14:La Légende parisienne
- États-Unis : 15 mars 2019 sur The CW
- reste du  : 16 mars 2019 sur Netflix

- États-Unis : 466 000 téléspectateurs[1]

- Cet épisode a été tourné en France dans la ville de Paris et sa banlieue durant la semaine de la mode[2].
- Cet épisode marque la première apparition de Sam Underwood dans le rôle du Dr Adam Carrington. Il y est crédité en tant qu'invité.

### Épisode 15:Surprotection maternelle
- États-Unis : 22 mars 2019 sur The CW
- reste du  : 23 mars 2019 sur Netflix

- États-Unis : 550 000 téléspectateurs[1]

- À partir de cet épisode Sam Underwood est crédité dans la distribution principale après avoir été introduit en tant qu'invité dans l'épisode précédent.
- Il s'agit du dernier épisode de la saison dans lequel Nicollette Sheridan est créditée dans la distribution principale. Il s'agit également de sa dernière apparition dans le rôle de Alexis Carrington. Elle sera remplacée par la suite par Elizabeth Gillies le temps de quelques épisodes, puis par Elaine Hendrix dans la troisième saison.

### Épisode 16:Des hommes pitoyables et ingrats
- États-Unis : 29 mars 2019 sur The CW
- reste du  : 30 mars 2019 sur Netflix

- États-Unis : 515 000 téléspectateurs[1]

- Dans cet épisode, Alexis Carrington est interprétée par une doublure masquée, Amy Sutherland.

### Épisode 17:Plus hypocrite, tu meurs!
- États-Unis : 19 avril 2019 sur The CW
- reste du  : 20 avril 2019 sur Netflix

- États-Unis : 545 000 téléspectateurs[1]

- Au début de cet épisode, Alexis Carrington est interprétée par une doublure masquée, Amy Sutherland.
- À la fin de cet épisode, Alexis Carrington est interprétée par Elizabeth Gillies, qui interprète toujours Fallon en même temps. L'actrice reprend le personnage à la suite du départ de Nicollette Sheridan. Pour justifier ce changement, le personnage subit un rajeunissement après à une opération de chirurgie esthétique.

### Épisode 18:La vie est un bal masqué
- États-Unis : 26 avril 2019 sur The CW
- reste du  : 27 avril 2019 sur Netflix

- États-Unis : 489 000 téléspectateurs[1]

### Épisode 19:Cette maladie
- États-Unis : 3 mai 2019 sur The CW
- reste du  : 4 mai 2019 sur Netflix

- États-Unis : 392 000 téléspectateurs[1]

- Il s'agit du dernier épisode dans lequel Elizabeth Gillies interprète Alexis. Elle sera remplacée par la suite par Elaine Hendrix dans la troisième saison, changement justifié par une seconde opération de chirurgie esthétique subie par le personnage.

### Épisode 20:La Dame
- États-Unis : 10 mai 2019 sur The CW
- reste du  : 11 mai 2019 sur Netflix

- États-Unis : 417 000 téléspectateurs[1]

### Épisode 21:Le Sang et l'argent
- États-Unis : 17 mai 2019 sur The CW
- reste du  : 18 mai 2019 sur Netflix

- États-Unis : 471 000 téléspectateurs[1]

### Épisode 22:Tromperie, jalousie et mensonge
- États-Unis : 24 mai 2019 sur The CW
- reste du  : 25 mai 2019 sur Netflix

- États-Unis : 525 000 téléspectateurs[1]

- Cet épisode marque la dernière apparition d'Ana Brenda Contreras dans le rôle de Cristal Jennings à la suite de sa décision de quitter la série. Elle sera remplacée par Daniella Alonso à partir de la troisième saison. Contrairement au personnage d'Alexis Carrington, le changement de visage de Cristal n'est pas intégré dans l'intrigue[3].